# Mauerbauer
Mauerbauer ist ein Brettspiel vom Typ eines Aufbauspiels von Leo Colovini, das 2006 bei Hans im Glück erschienen ist. Das Spiel für 2–4 Personen ab 8 Jahren dauert etwa 45 Minuten und erreichte Platz 7 beim Deutschen Spiele Preis 2006.

## Thema und Ausstattung
Die Spieler setzen reihum Mauern, Türme und Häuser, aus denen Städte zusammenwachsen. Der Spielplan zeigt eine abstrakte Landschaft, die durch gleichseitige Dreiecke gegliedert ist. Deren Seiten können mit den Mauern bebaut werden. Die Mauerstücke, Türme, Häuser und Paläste sind aus farbigem Holz. 

## Spielablauf
Nachdem ein Spieler ein neues Mauerstück gesetzt hat, wirft er mit einem Turm- und zwei Hauswürfeln. Der Turmwürfel bestimmt die Farbe des ans Ende der Mauer zu setzenden Turms. Steht die Mauer bisher frei, kann der Spieler den anderen Turm frei bestimmen. Die Hauswürfel zeigen Farben oder ein Fragezeichen. Sie bestimmen die Farbe der beiden Häuser, die links und rechts der Mauer in das angrenzende Dreiecksfeld gestellt werden. Der Spieler entscheidet, welche Farbe er auf welche Seite stellt und beim Fragezeichen entscheidet er auch frei über die Farbe des Hauses. 
Wird durch ein Mauerstück eine Stadt vollendet (die Mauer geschlossen), können alle Spieler Gilde-Karten ausspielen und kassieren nach den Kriterien der ausgespielten Karten Punkte für Bauwerke der Stadt. Zurückliegende Spieler werden wie bei Familienspielen üblich durch die Regeln etwas begünstigt, sie dürfen bei bestimmten Gelegenheiten ihre Handkarten gegen neue vom Stapel austauschen. 
Der Zufall spielt zum einen durch die Würfel eine Rolle, deren Anteil ist aber wegen der vielen beim Spieler verbleibenden Entscheidungen eher gering. Entscheidender sind die Karten auf der Hand des Spielers und die Möglichkeit, dass ein anderer Spieler dieselben mehrfach vorhandenen Karten auf der Hand halten kann und so von der über viele Züge nach eigenen Interessen gebauten Stadt mit profitiert.